# Dupljak
Der Dupljak (serbisch Дупљак, bulgarisch Обов връх) ist ein Berg, der im westlichen Teil des Balkangebirges, an der serbisch-bulgarischen Staatsgrenze, liegt. Mit 2033 m Höhe ist er der zweithöchste Berg im serbischen Teil der Stara Planina und der dritthöchste Berg in Zentralserbien.